# Brett Winkelman
Brett Winkelman (ur. 30 stycznia 1986) – amerykański koszykarz występujący na pozycji silnego skrzydłowego.

## Osiągnięcia
Na podstawie, o ile nie zaznaczono inaczej.
NCAA
- Uczestnik turnieju NCAA (2009)
- Mistrz:
  - turnieju Ligi Summit (2009)
  - sezonu regularnego Ligi Summit (2009)
- Zawodnik roku – Academic All-American of the Year (2009)
- Zaliczony do:
  - I składu:
    - Academic All-American (2008, 2009)
    - Ligi Summit (2008, 2009)
    - turnieju Ligi Summit (2009)

Drużynowe
- Wicemistrz Polski (2010)